# Bermuda
 For alternative betydninger, se Bermuda (blad).
Bermuda er en øgruppe i Atlanterhavet, som er en del af Britisk oversøisk territorium i Nordatlanten øst for USA. Hovedstaden er Hamilton. Øerne er en del af et stort koralrev. Øerne blev opdaget i år 1505 af en spansk kaptajn Juan de Bermúdez, som øerne er navngivet efter. Øerne var ubeboet ved opdagelsen og blev annekteret af ham til det spanske imperium, uden at han nogensinde satte sin fod på øen, på grund af de omkringliggende koralrev. I 1609 blev øen annekteret af Virginia Company på vegne af den britiske trone. I år 1707 blev øerne officielt indlemmet i  Storbritannien, ved sammenlægningen af de engelske og skotske kongedømmer.  Bermuda indgår som det ene hjørne i bermudatrekanten og har en international børs, Bermuda Stock Exchange.
- Bermuda fra rummet
- Topografisk kort af Bermuda